# Подружко, Дмитрий Олегович
Дмитрий Олегович Подружко (2 июня 1986, Череповец) — российский футболист, полузащитник.

## Биография
Сын футболиста Олега Подружко.
В 2005 году призывался в олимпийскую сборную России и принял участие в матчах 1/16 финала Кубка России против санкт-петербургского «Зенита». В 2015 году в составе клуба «Носта» сыграл матч 1/16 финала Кубка России против «Терека».
В 2003 году находился в клубе российской Премьер-лиги новороссийском «Черноморце», но выступал лишь за дублирующий состав. Следующие три года провёл в Первом дивизионе, после чего перешёл в клуб РФПЛ «Кубань», но снова не смог пробиться в основу и, как и в 2003 году, играл в турнире дублирующих составов. Затем снова три сезона играл в Первом дивизионе. Далее, играл за команды Второго дивизиона, в сезонах 2010 и 2011/12 выступал за команды, выходившие из второго дивизиона в первый (ФНЛ): «Газовик» Оренбург и ФК «Уфа».
В возрасте 29 лет завершил карьеру игрока. По состоянию на 2018 год имел тренерскую категорию С, которая позволяет тренировать любительские клубы и команды второго дивизиона.

## Достижения
- Победитель зоны «Урал-Поволжье» Второго дивизиона России: 2010